# Семейная картина
«Семейная картина» (первоначальное название «Картина семейного счастья») — пьеса Александра Островского, написанная в 1846—1847 годах. Впервые напечатана 14 и 15 марта 1847 года в газете «Московский городской листок».

## История создания
Основой для пьесы «Семейная картина» послужила более ранняя пьеса Островского «Исковое прошение», которая была задумана Островским как комедия в нескольких актах, однако осталась незавершённой. Вместо многоактной комедии Островский решил, воспользовавшись уже сделанным, написать одноактную.
Островский начал переделку комедии 26 января, а закончил 14 февраля 1847 года. Это была первая законченная пьеса драматурга. В тот же день, по совету своих друзей, он прочел её в присутствия ряда литераторов, в публичном собрании у профессора Шевырёва. Пьеса произвела на слушателей большое впечатление.
Вспоминая об этом чтении, Островский писал: «Самый памятный для меня день в моей жизни 14-е февраля 1847 года. С этого дня я стал считать себя русским писателем, и уже без сомнений и колебаний поверил в своё призвание».
Цензор дал отрицательный отзыв о пьесе. На основании этого отзыва пьеса 28 августа 1847 года была запрещена к постановке.
26 сентября 1855 года «Картина семейного счастья» с некоторыми цензурными изъятиями была допущена к постановке.
Изменив заглавие пьесы на «Семейную картину» и внеся в неё ряд поправок, Островский вторично напечатал её в 1856 году в журнале «Современник».

## Действующие лица
- Антип Антипыч Пузатов, купец, 35 лет.
- Матрёна Савишна, жена его, 25 лет.
- Марья Антиповна, сестра Пузатова, девица, 19 лет.
- Степанида Трофимовна, мать Пузатова, 60 лет.
- Парамон Ферапонтыч Ширялов, купец, 60 лет.
- Дарья, горничная Пузатовых.